# Täschhorn
Täschhorn – szczyt w Alpach Pennińskich, części Alp Zachodnich. Leży Szwajcarii w kantonie Valais. Należy do masywu Mischabel. Leży na południe od Dom i na północ od Alphubel. Szczyt można zdobyć ze schronisk Täschhütte (2701 m), Mischabeljoch Biwak (3851 m), Europaweghütte Täschalp (2200 m), Hotel Langflue (2867 m), Kinhütte (2584 m) oraz Domhütte (2940 m). Szczyt otaczają lodowce Kingletscher na zachodzie, Weingartengletscher na południu oraz Feegletscher na wschodzie.
Pierwszego odnotowanego wejścia dokonali John Llewelyn-Davies, J. W. Hayward, Peter-Josef Summermatter, Stefan i Johann Zumtaugwald 30 lipca 1862 r.